# Alduin (dragón)
Alduin el Devorador de Mundos es un poderoso dragón negro de The Elder Scrolls V: Skyrim, un videojuego de tipo mundo abierto desarrollado por Bethesda Game Studios como parte de su serie The Elder Scrolls. Alduin es el antagonista principal de la trama central y su regreso marca el punto de partida de la llamada Crisis del Dragón.

## Trasfondo
Según el universo de The Elder Scrolls, los dragones fueron la primera creación de Akatosh, deidad principal del Panteón de los Nueve Divinos de Tamriel. Y de todos ellos el primero en ser creado fue Alduin, el más poderoso y el único al que se le confirió el poder de destruir el mundo. Alduin es el legado de la destrucción, el Devorador de Mundos, y el resto de los dragones lo consideran como la mayor joya de la creación.
Cuando los hombres llegaron a Tamriel, empezaron a adorar a los dragones y Alduin se convirtió en la representación del propio Akatosh. Pero su enorme ferocidad y tiranía hicieron que al final, en la Era Merética, los hombres se revelaran y estallase la Guerra de los Dragones. En ella Alduin fue derrotado gracias al Camino de la Voz y a partir de ella el resto de dragones fueron perseguidos y cazados hasta su total aniquilación. Pero Alduin nunca podría morir del todo y con el tiempo acabaría regresando en la Cuarta Era. Su ataque a Helgen, como primera aparición tras su regreso, es el punto de partida del videojuego The Elder Scrolls V: Skyrim.